# Cronicile din Narnia - Leul, Vrăjitoarea și Dulapul
Cronicile din Narnia - Leul, Vrăjitoarea și Dulapul (titlu original: The Chronicles of Narnia: The Lion, the Witch and the Wardrobe) este un film american și britanic din 2005 regizat de Andrew Adamson. Rolurile principale au fost interpretate de actorii William Moseley, Anna Popplewell, Skandar Keynes, Georgie Henley, Liam Neeson, Tilda Swinton, James McAvoy, Jim Broadbent, Ray Winstone și Dawn French.
Filmul este bazat pe romanul epic fantastic pentru copii Leul, Vrăjitoarea și Dulapul de Clive Staples Lewis. Romanul este primul publicat din seria de romane Cronicile din Narnia și al doilea în ordinea cronologică a acțiunii.

## Prezentare
În suburbia londoneză Finchley, cei patru copii Pevensie (Peter, Susan, Edmund și Lucy) se află în pericol din cauza unui bombardament nazist aerian din cel de-al doilea război mondial. Ei sunt apoi evacuați la țară pe moșia profesorului Digory Kirke, care nu este obișnuit să aibă copii în casa lui, după cum dna Macready, menajera severă a acestuia, le explică copiilor.
În timp ce copiii Pevensie se joacă de-a v-ați ascunselea, Lucy descoperă un dulap prin care intră într-o lume fantastică de iarnă, lume numită Narnia. După ce vede un felinar, Lucy se întâlnește cu un faun, domnul Tumnus, care-i explică unde este și care o invită la el acasă. Acesta o adoarme pe Lucy cu un cântec de leagăn cântat la flaut. Când Lucy se trezește, observă că Tumnus este foarte trist. Acesta îi explică că Jadis, Vrăjitoarea Albă, a blestemat Narnia și este iarnă în continuu de peste 100 de ani. Și oricine întâlnește un om trebuie să-l aducă în fața Vrăjitoarei Albe. Tumnus nu vrea s-o răpească pe Lucy, așa că o trimite acasă prin dulap. Când ajunge în casa profesorului Kirke, descoperă că a trecut foarte puțin timp pe Pământ; iar frații nu cred povestea ei. Atunci când se uită din nou în dulap totul pare normal, fără nicio intrare într-o altă lume.
Într-o noapte, Edmund o urmărește pe Lucy care intră iar în dulap. Edmund ajunge și el în Narnia și, în timp ce o caută pe Lucy, o întâlnește pe Vrăjitoarea Albă care pretinde a fi regina Narniei. Ea îl oferă rahat turcesc precum și perspectiva de a deveni rege și de a avea putere peste frații săi numai dacă îi aduce pe aceștia la castelul ei. După ce Vrăjitoarea Albă pleacă, Edmund și Lucy se întâlnesc și se întorc înapoi; Lucy îi spune lui Peter și Susanei ce s-a întâmplat, dar, din păcate, Edmund nu confirmă. Profesorul Kirke vorbește cu Peter și cu Susan și sugerează că Lucy spune adevărul, chiar dacă cei doi nu sunt prea convinși.
În timp ce fug de doamna Macready după ce sparg din greșeală o fereastră, cei patru frați se ascund în același dulap și ajung în Narnia. Ei află că domnul Tumnus a fost capturat de către vrăjitoare și apoi se întâlnesc cu domnul și doamna Beaver (Castor) care le spune despre Aslan. Potrivit celor doi castori, Aslan intenționează să preia controlul Narniei din mâinile vrăjitoarei. Cei patru trebuie să-l ajute pe Aslan conform unei profeții care spune că atunci când doi fii ai lui Adam și două fiice ale Evei vor sta pe cele patru tronuri domnia Vrăjitoarei Albe se va încheia.
Edmund se furișează pentru a o vizita pe vrăjitoare. Când ajunge la castel, aceasta este supărată că a venit singur fără frații săi. Vrăjitoarea trimite lupi pentru a vâna pe cei trei copii și pe castori, care abia reușesc să scape. Edmund este aruncat în temniță, unde se află și domnul Tumnus. Vrăjitoarea îi cere lui Edmund să-i spună unde sunt frații săi. După ce Tumnus susține că Edmund nu știe nimic, Vrăjitoarea îi dezvăluie lui Tumnus că Edmund este cel care l-a trădat și apoi îl transformă pe Tumnus într-o statuie de piatră precum multe altele de lângă castel.
În timp ce Petru, Lucy, Susan și castorii sunt în drum spre Aslan, aceștia se ascund crezând că îi urmărește sania în care se află Vrăjitoarea Albă. Dar este Moș Crăciun, un semn că domnia Vrăjitoarei e pe sfârșite. Moș Crăciun îi dă lui Lucy un leac care vindecă orice și aduce înapoi la viață pe cei răniți grav și un pumnal pentru a se apăra cu el. Susan primește un arc cu săgeți și un corn magic care îi va aduce ajutoare atunci când va sufla în el, iar Peter primește o sabie și un scut.
După ce scapă de lupii conduși de Maugrim, grupul ajunge în tabăra lui Aslan. Acesta este un leu imens și nobil care promite să-i ajute să-l găsească pe Edmund. Mai târziu, doi lupi le prind în ambuscadă pe Lucy și Susan. Dar Peter intervine, Maugrim îl atacă, iar Peter  îl ucide cu sabia sa. Unele dintre trupele lui Aslan urmăresc celălalt lup până în tabără vrăjitoarei unde-l salvează pe Edmund. Peter este numit cavaler de către Aslan.
Vrăjitoarea Albă vine în tabăra lui Aslan și-l cere înapoi pe Edmund, dar Aslan îi spune în secret că se va sacrifica el în schimbul băiatului. În aceea noaptea, în timp ce Lucy și Susan urmăresc totul pe furiș, Aslan este ucis de către Vrăjitoarea Albă. Dimineața însă Aslan reînvie deoarece "există o magie și mai profundă de care Vrăjitoarea nu știe". Aslan le duce pe Susan și pe Lucy la castelul vrăjitoarei, unde îi eliberează pe toți prizonierii  Vrăjitoarei Albe transformați în piatră.
Edmund îl convinge pe Peter să conducă armata lui Aslan împotriva forțelor Vrăjitoarei Albe. Pentru a o opri pe vrăjitoare să-l atace și să-l ucidă pe Peter, Edmund o atacă pe Vrăjitoarea Albe și-i distruge bagheta, dar este grav rănit de aceasta. În timp ce vrăjitoarea luptă cu Peter, Aslan apare cu întăriri și o ucide. După ce Edmund este reînviat de leacul lui Lucy, copiii Pevensie devin regi și regine.
Au trecut cincisprezece ani și copiii Pevensie au crescut, ajungând tineri bărbați și femei. În timp ce urmăresc un cerb alb prin pădure, descoperă felinarul pe care Lucy l-a văzut prima oară în călătoria sa în Narnia. Ei își fac drum prin copaci ajungand în dulap în același timp și ajung în casa profesorului  Kirke. Doar o zi a trecut de când au plecat și cei patru sunt din nou copii. Mai târziu Lucy încearcă să se întoarcă în Narnia prin dulap, dar profesorul Kirke îi spune că și el a încercat mulți ani fără succes, dar, probabil, se vor întoarce în Narnia atunci când se vor aștepta cel mai puțin.

## Distribuție
- Tilda Swinton ca Jadis, Vrăjitoarea Albă, cea care ține Narnia sub o iarnă veșnică fără Crăciun fără primăvară sau vară.
- William Moseley ca Peter Pevensie, cel mai mare dintre cei patru copii Pevensie.
- Anna Popplewell ca  Susan Pevensie, al doilea cel mai mare copil din cei patru copii Pevensie.
- Skandar Keynes ca Edmund Pevensie, al treilea cel mai mare copil din cei patru copii Pevensie.
- Georgie Henley ca Lucy Pevensie, cel mai mic dintre cei patru copii Pevensie.
- Liam Neeson ca vocea lui Aslan, marele leu care a creat Narnia.
- James McAvoy ca Mr. Tumnus, un faun care inițial lucrează pentru Vrăjitoarea Albă, se împrietenește apoi cu Lucy Pevensie și se alătură forțelor lui Aslan.
- Ray Winstone ca vocea Mr. Beaver, un castor care-i ajută pe copii să ajungă la Aslan.
- Dawn French ca vocea Mrs. Beaver, un castor care-i ajută pe copii să ajungă la Aslan.
- Kiran Shah ca Ginarrbrik, robul pitic al Vrăjitoarei Albe.
- Jim Broadbent ca Profesorul Digory Kirke, un profesor bătrân. El este de acord ca cei patru frați Pevensie să locuiască la moșia sa de țară în timpul războiului; moșie unde cei patru găsesc un dulap prin care ajung în Narnia.
- Elizabeth Hawthorne ca Mrs. Macready, menajera severă a profesorului Kirke.
- James Cosmo ca Moș Crăciun. El dă cadouri lui Peter, Susan și lui Lucy.
- Michael Madsen ca vocea lui  Maugrim, un lup care este căpitan în poliția secretă a Vrăjitoarei Albe.
- Patrick Kake ca Oreius, un centaur care este al doilea la comanda armatei lui Aslan.
- Shane Rangi ca Generalul Otmin, un minotaur care este al doilea la comanda armatei Vrăjitoarei Albe.
- Morris Cupton ca garda trenului cu care Peter, Susan, Edmund și Lucy călătoresc de la Londra la țară.
- Judy McIntosh ca Helen Pevensie, mama celor patru copii Pevensie.
- Rupert Everett ca vocea unei vulpi care îi ajută pe copii de-a lungul drumului acestora spre Aslan.
- Cameron Rhodes ca vocea unui grifon care-l ajută pe Peter în război.
- Noah Huntley ca Peter Pevensie adult, care a crescut ca un rege în Narnia.
- Sophie Winkleman ca Susan Pevensie adultă, care a crescut ca o regină în Narnia.
- Mark Wells ca Edmund Pevensie adult, care a crescut ca un rege în Narnia.
- Rachael Henley ca Lucy Pevensie adultă, care a crescut ca o regină în Narnia.
- Producătorul Philip Steuer ca vocea lui Phillip, calul vorbitor al lui Edmund.